# Fontana di Cerere

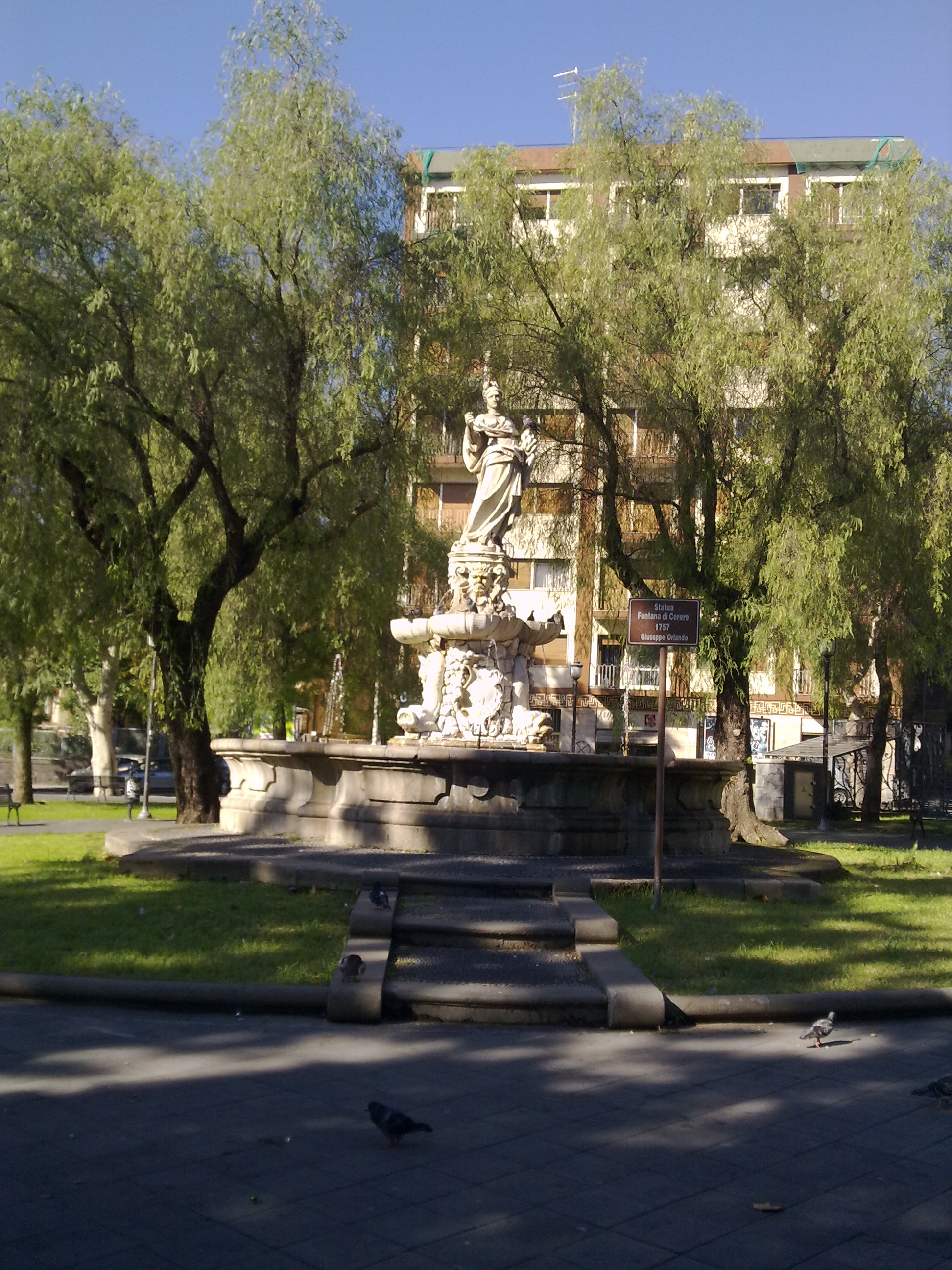
Fontana di Cerere.

La fontana di Cerere, nota anche come "fontana del Borgo" o nella lingua locale Matapallara dô Buŗgu o Ma'pallara dô Buŗgu (Madre Pallade del Borgo) ovvero Tapallara dô Buŗgu (Dea Pallade del Borgo), è un'opera idraulica e scultorea della città di Catania, oggi ubicata al centro di Piazza Cavour, popolarmente detta appunto "Piazza Borgo", dall'omonimo quartiere.

## Descrizione
La statua è posta sulla cima di un piedistallo in stile barocco realizzato in marmo di Carrara, posto all'interno di una vasca per il contenimento dell'acqua emessa dagli ugelli idrici. La dea è abbigliata con vesti classiche ma pudiche, con aria e posa flemmatica, nell'atto di brandire una falce. Il piedistallo quadrato su cui poggia, il cui bordo piega simmetricamente in modo sinuoso, presenta su ogni lato un mascherone corrucciato, dalla cui bocca fuoriesce l'acqua. Questa finisce in una prima vasca sospesa in forma di quattro grosse conchiglie, e da questa trabocca direttamente verso la vasca principale più bassa, posta a terra e chiusa da un alto e robusto margine in pietra. Nel compiere questo tragitto scorre irregolarmente sulla parte portante della fontana, costituita da: quattro delfini angolari, anch'essi dotati di ugello-boccale; da una ricca copertura di finto pietrame riprodotto sempre in marmo, nel quale si trovano incastonate due lapidi testimonianti la costruzione dell'opera per mano dell'Orlando e l'identità della dea rappresentata; alcune piccole figure scolpite, quali piccoli volti e animali marini.

## Ubicazione
Questa fontana ornamentale era stata in origine concepita e realizzata per un'altra piazza catanese, e cioè l'odierna piazza dell'Università, dove in effetti per quasi cinquant'anni si trovò collocata, fin quando lo stesso Senato cittadino che l'aveva commissionata, spinto in questa direzione dalle costanti proteste dei catanesi, non provvedette al suo dislocamento attuale, la piazza principale del quartiere Borgo, cioè la cittadella satellite edificata per ospitare gli sfollati dei casali investiti dall'eruzione del 1669. Pertanto, anche se oggi la differenza nella collocazione sfugge, essendo venuti a mancare i confini storici del precedente impianto urbano, all'inizio dell'Ottocento il trasloco della Fontana in periferia ebbe una precisa valenza di rifiuto o quantomeno di scarso gradimento della stessa da parte dei cittadini.

## Storia
Nella sua primitiva posizione, la fontana si trovava a fronteggiare il settecentesco Palazzo dell'Università catanese, o Syculorum Gymnasium, luogo per cui, con dovizia di riferimenti culturali alti, era stata pensata dal suo artefice, il palermitano Giuseppe Orlando, che la scolpì nel 1757. La commissione giungeva dal Senato catanese il quale, in base a quanto tramandato, accolse le richieste e le suppliche di parte della popolazione locale per l'erezione di un monumento finalizzato ad ingraziarsi il favore della natura e della prosperità, vista la devastante carestia che attanagliava il val di Noto dal 1756. Cerere, per definizione dea della fertilità, nonché divinità radicata nella cultura siciliana da secoli, fu dunque la figura divina, anche se pagana, prescelta per l'opera, che venne decretata fontana.
Inizialmente molto apprezzata, sulla base delle testimonianze dell'epoca il gradimento dell'opera risulta progressivamente scemare, tanto da parte della nobiltà catanese quanto della borghesia e più in generale della popolazione, forse anche per l'auspicato ma non concesso aiuto divino di cui l'opera era stata investita, finché il Senato non fece ufficialmente smontare l'intera fontana, spostandola al Borgo, luogo molto distante da piazza Università, anche se comunicante anch'esso con la principale via Etnea.
A partire da questo momento, attorno alla fontana sorsero dicerie e leggende popolari relative ad una certa sfortuna che l'avrebbe da sempre accompagnata. Ben presto la statua della dea venne vandalizzata con la mutilazione del naso e delle braccia, e quindi rattoppata. Ad alimentare queste interpretazioni nefaste, contribuì nel 1882 la morte per infarto del suo restauratore, lo scultore Francesco Licata, proprio all'interno della vasca principale, dove si era introdotto per effettuare una semplice manutenzione.
Oggi la fontana è circondata da un corridoio piastrellato a ciottoli, con due basse rampe d'accesso, che a loro volta sono racchiuse da un gradevole praticello. L'impianto idraulico dell'opera, invece, si presenta in cattivo stato per via di superficiale manutenzione e per l'aggiunta, nel XX secolo, di alcuni tubi a spruzzo verticale, molto visibili ed antiestetici, infissi sul fondo della vasca più grande.